# Kvítkov
Kvítkov (deutsch Quitkau, auch Kwitkau) ist eine Gemeinde des Okres Česká Lípa in der Region Liberec im Norden der Tschechischen Republik. Östlich des Dorfes fließt der Robečský potok durch den Höllengrund.

## Geschichte
Erstmals urkundlich erwähnt wurde der Ort im Jahre 1295. Ab Mitte des 19. Jahrhunderts gehörte die Gemeinde zum Gerichtsbezirk Böhmisch Leipa bzw. zum Bezirk Böhmisch Leipa.

## Gemeindegliederung
Für die Gemeinde Kvítkov sind keine Ortsteile ausgewiesen. Grundsiedlungseinheiten sind Kvítkov (Quitkau) und Podolí (Halbemulde).